# 甘拉亚妮·瓦塔娜
甘拉亚妮·瓦塔娜（泰語發音：[kān.lā.jāː.ní.wát.tʰā.nāː]，皇家轉寫：Kanlayaniwatthana，1923年5月6日—2008年1月2日）。她的父親是宋卡親王瑪希敦·阿杜德，母親是珊婉（後為詩納卡琳），是父母親的第一個小孩，生于英国伦敦，後來成為一位泰国语言学家。她有兩個弟弟，分別是泰国国王阿南塔和普密蓬的姐姐。

## 生平
甘拉亚妮·瓦塔娜出生于英国伦敦，大学期间学习理科专业，喜爱艺术，特别是戏剧和经典音乐。在瑞士接受教育的她能够说5种语言，语言造诣深厚。她并喜欢旅游，出版了许多游记。
甘拉亚妮·瓦塔娜曾任泰国多所高校的客座教授，讲授外语及语言学，尤其是法语。她是泰国法语教师协会创始人，1977年至1981年任该协会主席。甘拉亚妮·瓦塔娜经常出访，曾多次访问中国，到过云南、新疆等地。

## 婚姻
1944年，她与一名王室平民助理结婚，随后放弃了王室称号，两人育有一个女儿，但两人在1949年离婚。
1969年，她又与一名职业飞行员结婚。
1990年，她的第二任丈夫去世。

## 過世
2008年1月2日，甘拉亚妮·瓦塔娜在曼谷诗里拉吉医院病逝，享年84岁。同日开始持续100天的全国悼念活动。2008年11月14日晚，葬礼按泰国王家习俗在曼谷市中心的大王宫开始举行，仪式由普密蓬国王主持，王后诗丽吉及其他王室成员和泰国各界人士出席。按照泰国政府安排，葬礼持续六天，其中遗体火化仪式于11月15日晚在曼谷王家田广场举行。仪式期间，泰国政府部门及学校等单位降半旗，全国暂停娱乐活动。11月15日早七时，泰国王储哇集拉隆功、公主诗琳通等王室成员代表国王和王后到大王宫将遗体迎至灵车上，从大王宫西侧门移出，由人力车牵引灵车进王家田广场送入火葬亭。参加火葬礼的外国贵宾三千五百人（其中包括二百余个国家的外交使节），泰国民众数以万计。骨灰于16日晨收取，并在19日葬礼全部结束时供奉在大王宫内的玉佛寺。

## 图库

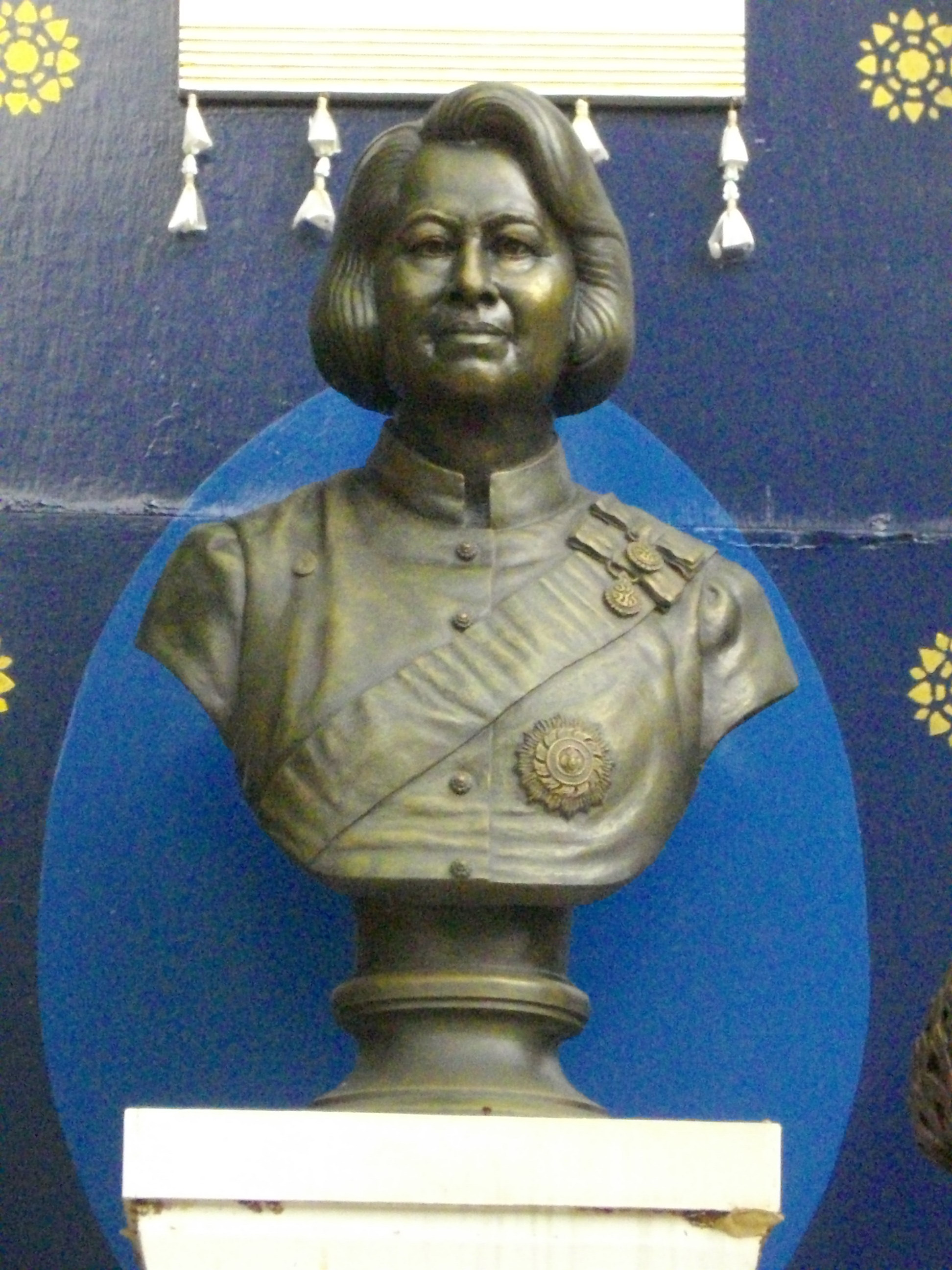
甘拉亚妮·瓦塔娜的胸像
皇家标志
皇家旗帜